# إد هوسيك
إد هوسيك (بالإنجليزية: Ed Husic)‏ (من مواليد 3 فبراير 1970) سياسي أسترالي وعضو في مجلس النواب الأسترالي، انتخب لتمثيل مقعد شيفلي في غرب سيدني لحزب العمال الأسترالي في الانتخابات الفيدرالية لعام 2010. وهو أول مسلم ينتخب في البرلمان الاتحادي.

## نبذة
ولد هوسيك في سيدني لأبوين بوسنيين مهاجرين. يقول هوسيك أنه أثناء نشأته، كانت أسرته تمارس الإسلام ولكنها تحتفل أيضًا بعيد الميلاد وعيد الفصح. عندما كان طفلاً، لم يذهب هوسيك إلى المسجد، ولكن في وقت لاحق من حياته اهتم بعمق بالإسلام. بعد أحداث 11 سبتمبر ، وصف هوسك نفسه بأنه مسلم غير ممارس، أجل جعل الناس يشعرون براحة أكبر. ثم ندم لاحقًا على وصف نفسه بأنه ليس متدينا.
عندما أعلن كيفين رود عن حكومته الثانية في عام 2013، أصبح هوسيك أول مسلم يؤدي اليمين الدستورية على واجهة الحكومة الفيدرالية الأسترالية، بصفته السكرتير البرلماني لرئيس الوزراء يؤدي القسم على القرآن.